# 파드마바티 (마우리아 황후)
파드마바티(산스크리트어: पद्मावती)는 마우리아 제국의 황후로, 마우리아 황제 아소카의 아내이다. 그녀의 아들로는 쿠날라가 있으며, 삼프라티는 그녀의 손자이다.

## 참고 문헌
- Singh, Upinder (2008). 《A History of Ancient and Early Medieval India: From the Stone Age to the 12th Century》 (영어). Pearson Education India. ISBN 9788131716779.
- Lahiri, Nayanjot (2015). 《Ashoka in Ancient India》 (영어). Harvard University Press. ISBN 9780674057777.